# 5796 Klemm
Az 5796 Klemm (ideiglenes jelöléssel (5796) 1978 VK5) a Naprendszer kisbolygóövében található aszteroida. Helin és Bus fedezte fel 1978. november 7-én.